# Brandon Brooks
Pour les articles homonymes, voir Brooks.
(en) Statistiques sur pro-football-reference
Brandon Brooks né le 19 août 1989 à Milwaukee dans le Wisconsin est un joueur américain de football américain qui a évolué en tant que guard dans la National Football League (NFL) pendant 10 saisons.
Il joue ses quatre premières saisons professionnelles avec les Texans de Houston avant de jouer pour les Eagles de Philadelphie pour six saisons. Avec les Eagles, il remporte le Super Bowl LII et est sélectionné au Pro Bowl dans trois saisons consécutives entre 2017 et 2019. Par la suite, il est absent pour presque la totalité de ses deux dernières saisons dans la ligue en raison des blessures.

## Biographie
Il a joué avec les Redhawks de l'Université Miami de 2008 à 2011 avant d'être sélectionné par les Texans de Houston au 76e rang lors de la draft 2012 de la NFL.
À sa première saison professionnelle, il joue 6 parties, tous comme joueur de relève. Il devient titulaire comme guard droit à partir de la saison 2013.
En mars 2016, il quitte les Texans et signe un contrat de 5 ans pour 40 millions de dollars avec les Eagles de Philadelphie. Il est sélectionné au Pro Bowl pour la première fois lors de la saison 2017, match qu'il ne prend pas part à cause de la présence de son équipe au Super Bowl. Il aide d'ailleurs les Eagles à remporter le Super Bowl LII face aux Patriots de la Nouvelle-Angleterre.
Il annonce sa retraite le 26 janvier 2022.